# 中国男子篮球职业联赛季后赛
中国男子篮球职业联赛采用两阶段赛制，第一阶段为常规赛，常规赛排名靠前的球队获得晋级季后赛的资格，季后赛采用淘汰赛制，由常规赛排名靠前的球队对阵排名靠后的球队，胜出方进入下一轮而失利方则被淘汰直到最终的CBA总决赛。

## 2006/07 赛季综述
- 联赛拥有16支球队，这届联赛不分南北分区。
- 联赛前8进入季后赛，采用由五局三胜制。

2006/07赛季季候赛开始与2月23日，结束于3月28日，最终常规赛排名第二的八一火箭击败了去年的卫冕冠军广东华南虎，历史上第八次夺得CBA总冠军头衔。
- 2006/07赛季中国男子篮球职业联赛季后赛

## 2005/06 赛季综述
- 联赛拥有15支球队，新加盟的东莞猎豹加入南区。北京奥神本来是要重新加入北区的但最后选择加入了美国ABA联盟。
- 季后赛的以扩充，分区八强赛由五局三胜取代原来的三局两胜制，半决赛仍然采用五局三胜制。和前几个赛季不同的是季后赛里不设有资格赛。

2005/06赛季的常规赛开始与2005年11月20日，结束于2006年3月15日，总共308场比赛，南区的八支球队每支球队打42场，北区的7支球队每支球队打40场。
季后赛开始与2006年3月22日，结束于2006年4月19日，一共进行30场季后赛的比赛，最终是广东华南虎在总决赛中击败了八一火箭，使得广东华南虎连续第三年取得了联赛总冠军。
- 2005/06赛季中国男子篮球职业联赛季后赛